# 芭芭拉·汉布利
芭芭拉·汉布利（英語：Barbara Hambly，1958年3月12日—），英国前女子曲棍球运动员。她曾代表英国国家队参加1988年夏季奥林匹克运动会曲棍球比赛，结果队伍获得第四名。